# Tony Carey

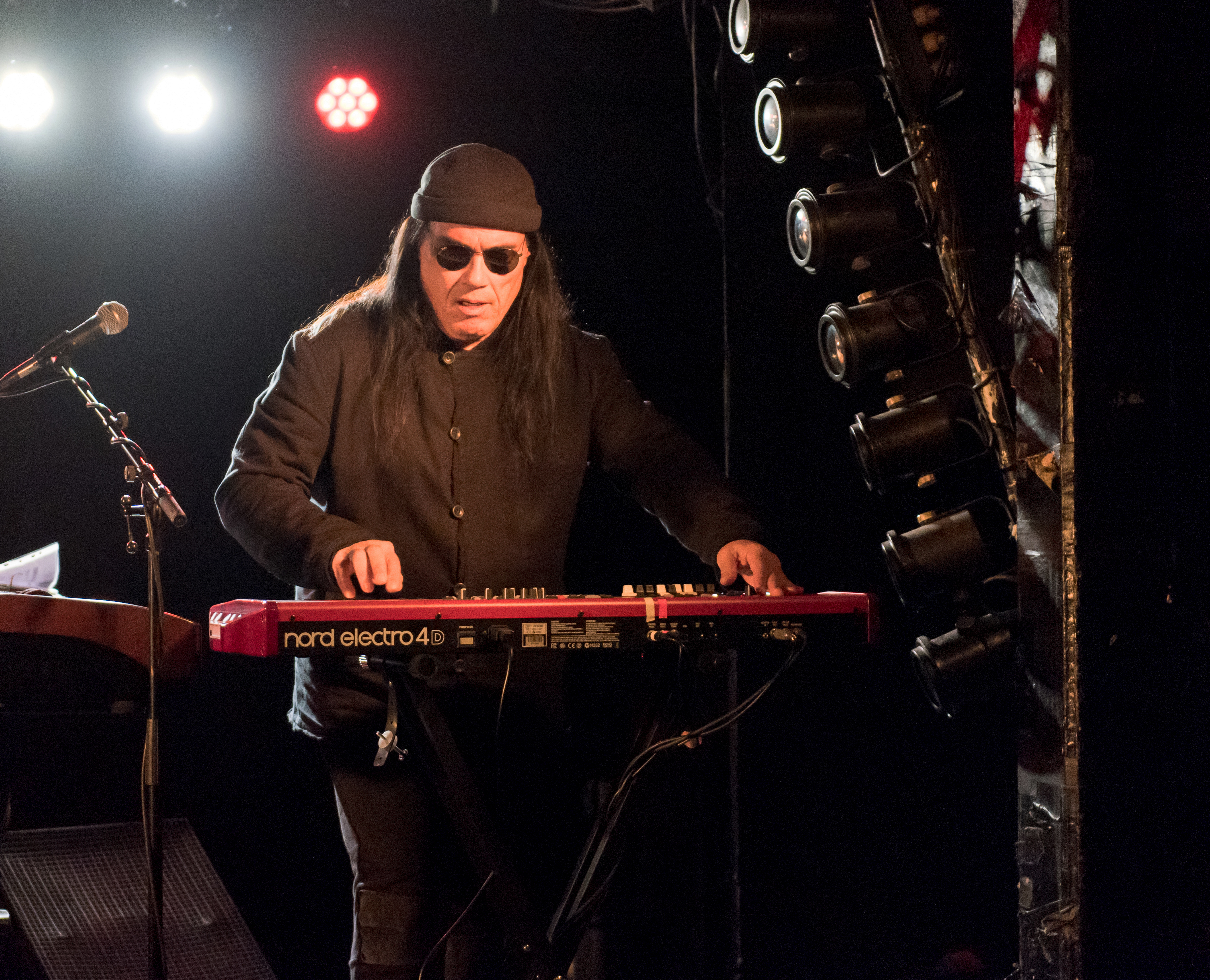
Tony Carey live im Logo Hamburg 2016

Anthony Lawrence „Tony“ Carey (* 16. Oktober 1953 in Watsonville, Kalifornien) ist ein US-amerikanischer Rockmusiker.

## Leben
Als Keyboarder fand Carey ab 1975 in Ritchie Blackmores Rainbow Anerkennung; 1977 verließ er die Band und nahm in Deutschland, wo schon die ersten beiden Rainbow-Alben produziert worden waren, einige Soloalben auf.
Später wurde er vor allem im deutschsprachigen Raum durch seine Kooperation mit Peter Maffay bekannt (Tabaluga und das leuchtende Schweigen, Lange Schatten, Soundtracks für Der Joker und Gefangen im Jemen).
Neben seinen Soloalben wurden 1983 und 1984 unter dem Namen Planet P Project zwei Progressive-Rock-Alben aufgenommen und veröffentlicht.
In Deutschland erlangte Carey Ende 1988 große Bekanntheit durch das im ARD-Dreiteiler Wilder Westen inclusive verwendete Lied Room with a View. 1989 komponierte Carey für die Krimi-Fernsehreihe Tatort das Stück I Feel Good (Folge 225: Katjas Schweigen).
2003 gab Carey nach langer Bühnenabstinenz wieder einige Konzerte. Mit der 2004 veröffentlichten CD 1931 – Go Out Dancing, Part 1 fand auch das Planet P Project nach 20 Jahren eine Fortsetzung. Es folgten: Levittown, Out in the rain, Steeltown sowie die G.O.D.box, die die genannten Alben (außer Steeltown) umfasst plus eine Demoversion für die Plattenfirma, nun „Bootleg“ genannt, weil sie im Internet kursierte.
Von Januar bis Juni 2009 war Carey Mitglied der Band Over the Rainbow. Im selben Jahr gründete er mit ELA und Jürgen R. Blackmore, dem Sohn Ritchie Blackmores, die Formation EBC ROXX. 2010 erschien das Album Winners. Im selben Jahr veröffentlichte er mit Zed Yago das Album Pirates from Hell und trat mit der Band bei Sommerfestivals auf.
Carey war auch als Produzent tätig, u. a. für Pat Travers, The Force, Bo Katzman, The Pinups, Caro, Geff Harrison, Peter Maffay, Debbie Bonham, Jennifer Rush, Max Carl, Natacha, Ina Morgan, Milva, Joe Cocker, John Mayall, Anne Haigis, Justine Johns, Chris Norman und David Knopfler. Bei mehreren Produktionen arbeitete er mit Diether Dehm zusammen.
Seit 2016 tritt Carey mit Zöller & Konsorten im deutschsprachigen Raum auf.
Carey spielte 2022 auf Universal, dem Album der Michael Schenker Group, als Gast bei A King has gone – einer Hommage an Ronnie James Dio – das Keyboard sowie in dessen von ihm geschriebenem Instrumental-Intro Calling Baal.
Carey lebt in der Nähe von Mainz.

## Diskografie

### Solo
- 1982: In the Absence of the Cat
- 1982: I Won’t Be Home Tonight (Wiederveröffentlichung 1987)
- 1984: Some Tough City
- 1985: Blue Highway
- 1989: For You
- 1990: Storyville
- 1992: The Long Road
- 1994: Cold War Kids
- 1999: The Boystown Tapes (Wiederveröffentlichung „Reissued“ 2007)
- 2004: Islands and Deserts
- 2007: Live in Sweden 2006 – Volume 1
- 2008: Candlelight Concert – Live in Sweden (DVD)
- 2008: Live in Sweden 2006 – Volume 2
- 2008: The New Machine
- 2008: Roundup
- 2009: Christmas Hymns – The Inevitable Record (Limitierte Auflage: 200)
- 2010: Stanislaus County Kid (Limitierte Auflage: 200)
- 2011: Stanislaus County Kid - Volume 2
- 2019: Lucky Us

### Planet P Project
- 1983: Planet P Project
- 1984: Pink World
- 2002: Go out Dancing (Promo-CD)
- 2005: 1931 (Go Out Dancing, Part 1)
- 2008: Levittown (Go Out Dancing, Part 2)
- 2009: Out in the Rain (Go Out Dancing, Part 3)
- 2013: Steeltown
- 2014: The G:O:D:B:O:X:

### Instrumental
Selbstbetitelte Alben
- 1982: Yellow Power
- 1982: Heaven
- 1982: No Human
- 1982: Explorer
- 1984: T. C. P.

als Tony Carey
- 2007: The Voyager Files

### Filmmusik
- 1987: Bedtime Story (O. S. T.  Der Joker, mit Peter Maffay)
- 1988: Wilder Westen inclusive (O. S. T. Room with a View)
- 1995: Birds in Cages (Maxi-Single aus dem Soundtrack Die Eisprinzessin)
- 1999: Gefangen im Jemen (O. S. T.)

Separate Maxi-Singles
- 1994: Route 66 (Rose T. C.)
- 2004: Überall Du (mit Mo Casal)

### Kompilationen
- 1989: The Story so Far
- 1993: For You (Best Of – anderes Cover als gleichnamiges Studio-Album von 1989)
- 1993: Rare Tracks (mit 11 auf CD unveröffentlichten Titeln)
- 1997: A Fine Fine Day
- 1997: Storyville (Best Of – anderes Cover als gleichnamiges Studio-Album von 1990)
- 2000: Retrospective 1982-1999 (neues digitales Remastering)
- 2008: Only the Young Die Good
- 2008: A Lonely Life: The Anthology
- 2014: Songs About People

## Auszeichnungen
- 1989 RSH-Gold